# Rače
Rače is een plaats in Slovenië en maakt deel uit van de gemeente Rače-Fram in de NUTS-3-regio Podravska. De plaats telde 2.913 inwoners op 1 januari 2020.

## Geboren in Rače
- Marjan Tomšič (1939-2023), (toneel)schrijver en journalist